# Taira no Kiyomori

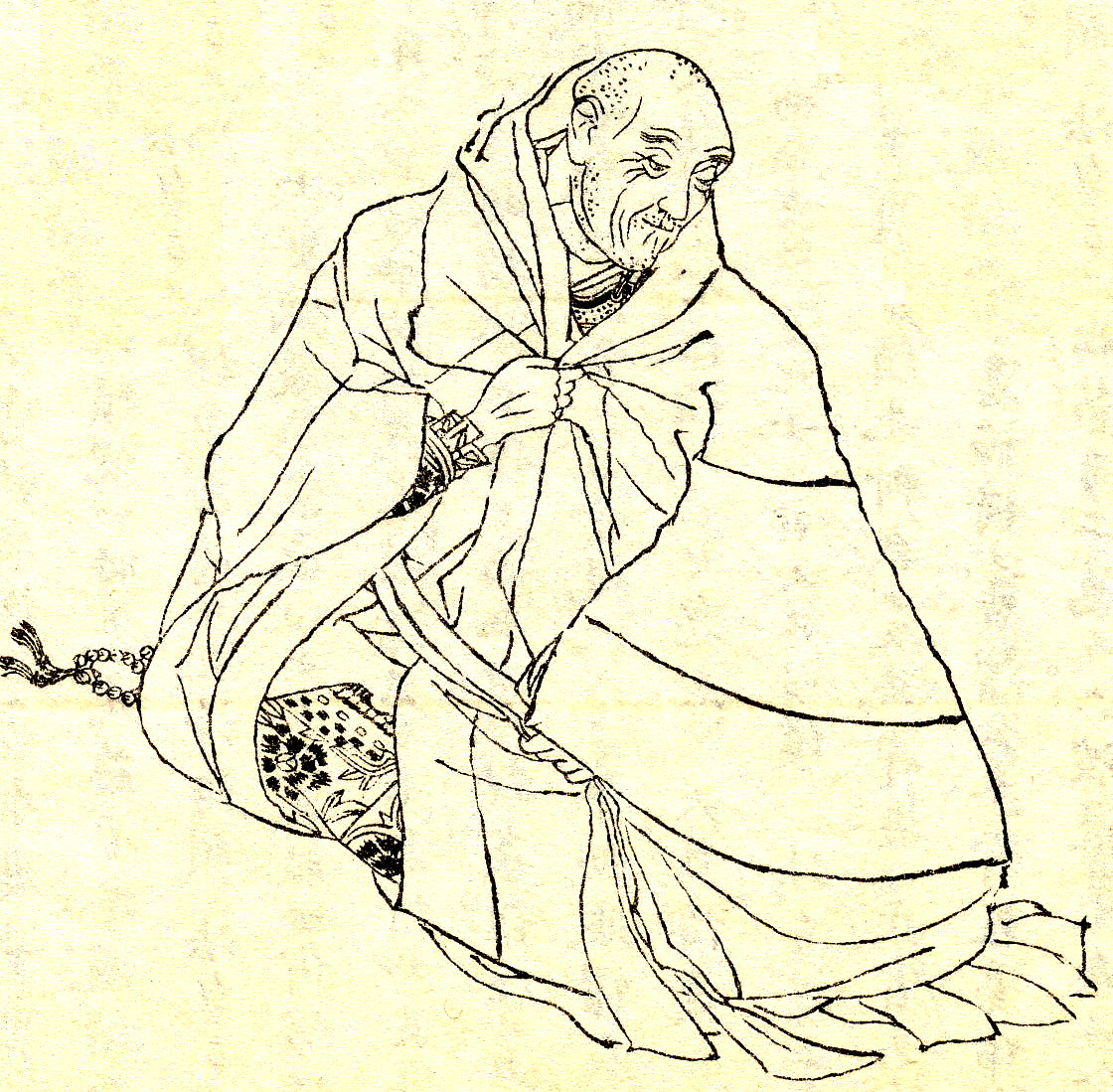

Taira no Kiyomori (1118 - 21 de marzo de 1181, Kioto) fue un líder del poderoso clan Taira y el primer miembro de la clase guerrera samurái del Japón.

## Biografía
Kiyomori fue hijo de Taira no Tadamori (fallecido en 1153), a cuya muerte asumió la dirección del clan.
El clan Taira se hizo por sí mismo útil para la corte imperial al reprimir a los piratas del mar Interior de Seto. En 1156 cuando el emperador retirado Sutoku, utilizó la ayuda del clan guerrero Minamoto para cooperar en una rebelión en contra del monarca reinante Go-Shirakawa, Kiyomori respaldó a Go-Shirakawa y derrotó a los Minamoto (Rebelión de Hōgen).
Los Minamoto organizaron un regreso en 1159 (Rebelión Heiji), pero Kiyomori los volvió a abatir, ejecutando a todos los varones Minamoto excepto a los niños Minamoto no Yoritomo y Minamoto no Yoshitsune, quienes después lo derrocarían. Esta derrota exacerbaría la rivalidad entre ambos clanes, que no se solucionaría hasta las Guerras Genpei. Temporalmente victorioso, Kiyomori recibió los más altos rangos de la corte y gozó de un poder casi absoluto, que le permitió emparentar con la familia imperial.
Las tropas Taira emprendieron los caminos estériles de los aristócratas y fueron inferiores al vigoroso Yoritomo, quien los sometió en 1185.

## Descendencia
De su unión con la dama Ni-dono, Kiyomori tuvo diversos hijos, muchos de ellos figuras protagonistas del Heike Monogatari, relato épico japonés que narra la destrucción del clan Taira. Estos fueron:
- Taira no Shigemori (1138-1179), mano derecha de su padre y fallecido antes que este.
- Taira no Motomori
- Taira no Munemori (1147-1185)

- Taira no Tomomori (1151-1185), general de los Taira durante la última fase de las guerras Gempei, fue derrotado en Dan-no-ura. Se suicidó durante la batalla.
- Taira no Shigehira (1156-1185), capturado en Dan-no-ura y ejecutado por haber incendiado los templos de Nara.
- Taira no Tomonori
- Taira no Kiyofusa
- Taira no Tokuko (1155-1213), esposa del emperador Takakura con el nombre de Kenreimon-in y madre del emperador Antoku.